# Big Joe Williams
Joseph Lee Williams, conocido como Poor Joe o Big Joe Williams, fue un cantante y guitarrista de blues estadounidense, nacido en Crawford, Misisipi, el 16 de octubre de 1903, y fallecido en Macon, Misisipi, el 17 de septiembre de 1982.

## Historial
Tuvo una infancia dramática, víctima de permanentes malos tratos por parte de su padrastro, por lo que huyó de casa con sólo 9 años y se enroló en un Medecine show. En este tiempo, conoció a músicos como Charlie Patton, quien sería su mayor influencia, y que le bautizó como Poor Joe. Estuvo un tiempo en Saint Louis y, después, en Texas, donde conoció a Leadbelly. Finalmente emigró a Chicago, donde se unió a Sonny Boy Williamson I para impulsar el nuevo estilo de blues de la ciudad.
Comenzó a grabar en 1935 para Bluebird, y a lo largo de su vida registró centenares de discos para, al menos, 25 sellos discográficos diferentes. De todos sus temas, el más conocido es Baby, please don't go. A partir de 1947, y ya con la guitarra eléctrica, grabó para Columbia Records, también junto a Sonny Boy. Entre 1956 y 1963, realizó innumerables grabaciones, junto con músicos como el armonicista Sam Fowler o Bob Dylan. Después participó en el American Folk Blues Festival de 1963, que supuso el comienzo del revival del blues moderno, viajó por Europa e impulsó la carrera de su ahijado, Charlie Musselwhite.
En los años 70, como consecuencia de su diabetes, tuvo que dejar su vida de vagabundo y asentarse en su Crwford natal. Desde allí, apoyó a jóvenes músicos de rock-blues, como Mike Bloomfield.

## Estilo
Con un estilo muy cercano al tradicional blues del Delta, creaba una tensión dramática intensa con su canto arisco, su estilo rítmico con los bajos muy marcados, entrecortados por notas agudas que extraía de su guitarra de nueve cuerdas. A partir de los años 60, comenzó a usar profusamente el slide, con un estilo muy cortante.